# La nave più scassata... dell'esercito
La nave più scassata... dell'esercito (The Wackiest Ship in the Army) è un film del 1960 diretto da Richard Murphy.
Dal film è nata una serie televisiva omonima trasmessa nel 1965.

## Trama
In piena seconda guerra mondiale al tenente di vascello Crandall viene affidato il compito di portare una nave di rifornimenti dall'Australia a Port Moresby, nella Nuova Guinea. Ma la nave in questione, l'Echo, non è altro che una vecchia goletta e il suo equipaggio è composto da soggetti assolutamente inesperti. Affezionatosi all'imbarcazione e alla sua truppa, assieme al volenteroso guardiamarina Hanson insiste nel portare a termine una missione segreta: addentrarsi nel Capo Gloucester e segnalare gli spostamenti delle flotte giapponesi nel mar di Bismarck.

## Produzione
Il film è liberamente ispirato alla nave della marina statunitense USS Echo (IX-95). Come mostrato nel film, l'Echo era una goletta prestata dalla Nuova Zelanda nel 1942, ma venne usata in qualità di nave da provviste e trasporto merci della base navale statunitense nel Sud Pacifico. La nave venne smantellata nel 1944 e si trova ora in un museo di Picton, in Nuova Zelanda.

### Luoghi delle riprese
Gli esterni sono stati girati nell'isola Hawaiiana di Kauai e nella stazione navale di Pearl Harbor.

## Critica
(Leo Pestelli su La Stampa del 6 gennaio 1961)